# Compagnie européenne de papeterie
 (février 2018).
Si vous disposez d'ouvrages ou d'articles de référence ou si vous connaissez des sites web de qualité traitant du thème abordé ici, merci de compléter l'article en donnant les références utiles à sa vérifiabilité et en les liant à la section « Notes et références ».
Pour les articles homonymes, voir La Couronne.
La Compagnie européenne de papeterie (CEPAP) est une société française de papeterie fondée en 1922 en Charente à La Couronne. Son nom commercial est La Couronne. La CEPAP est une entreprise du groupe espagnol Tompla Deforges.

## Histoire
La première papeterie sur la commune de La Couronne est construite en 1838 sur l'emplacement d'un ancien moulin à papier datant de 1646, dépendant de l'abbaye de La Couronne. En 1877, Becoulet & Cie achète l'usine, fait construire l'horloge de la nouvelle entrée, le nouveau logement patronal et diversifie les activités de l'usine avec le cartonnage du papier. Becoulet fait aussi construire un nouvel atelier permettant de transformer le papier produit. En 1889, l'entreprise change de propriétaire, Procop & Cie la rachète. On bâtit alors un bureau et une chaufferie. En 1906, la fabrication du papier s'arrête momentanément et le façonnage devient la spécialisation de l'usine. À partir de 1922, la famille Mouillefarine s'intéresse à cette affaire mis en vente, finalement, elle en fait l'acquisition. L'entreprise devient alors la SA des Papeteries de La Couronne. Sous la direction de la famille Mouillefarine, on édifie en 1932 une garderie pour les enfants des salariés. Les nouveaux ateliers de fabrication et le magasin datent de la seconde moitié du XXe siècle. Jacques Mouillefarine, qui dirige la société, n'hésite pas à moderniser les moyens de production des Papeteries de La Couronne, ceci pour mieux répondre à l'accroissement de la demande. C'est ainsi, que la société qui comptait environ une cinquantaine de salariés à la fin de la Seconde Guerre mondiale, parvient à un effectif de plus de 800 personnes en 1972 après la construction d'une seconde usine à Saint-Quentin dans l'Aisne en 1970. Les machines à façonner y sont modernes et rapides.
À la suite de l'apparition des machines à gros rendement, l'entreprise est devenue l'une des principales unités de production papetière manufacturée en France. Jacques Mouillefarine décide alors de prendre sa retraite et revend les Papeteries de La Couronne au groupe britannique DRG (Dickinson & Robinson Group), une multinationale dans la fabrication, la transformation, et l'impression de papier. En 1981, M. Ophele est nommé président-directeur général, les Papeteries de La Couronne occupent le premier rang européen au niveau de la fabrication d'enveloppes.
En 1997, l'entreprise est absorbée par la Compagnie européenne de papeterie, elle-même propriété du groupe espagnol Tompla Deforges. En 2004, une nouvelle usine est construite à Saint-Quentin en remplacement de la première, une unité ultramoderne où la production est totalement automatisée. Le site n'emploie que 140 salariés pour un rendement de 3 milliards de pochettes et d’enveloppes, il tourne 24h/24h, 7j/7j, 365 jours par an.